# Legio X Gemina
Legio X Gemina (»Deseta legija Blizanka«) bila je sastavljena od dviju legija i prvi se put spominje u vrijeme Cezarove invazije na Galiju. Amblem joj je bio bik. 
Sudjelovala je u Cezarovom bojnom pohodu protiv Ariovista, boju protiv Nerviana, invaziji Britanije i u opsadi Gergovije. Nerijetko su upravo njezini pripadnici odlučivali o ishodu bitke. Legija se tada nazivala X Equestris (Vitezovi), jer su njezini legionari služili kao konjanici. U građanskom ratu protiv Pompeja legija je bila uz Cezara za kojeg se borila i kod Ilerde, Dyrrhachiuma i Pharsala, a potom mu se pridružila u bitkama u Africi i borila se kod Munde.
Nakon afričkih bitaka legija je rasformirana, a njezini veterani su dobili zemlju u Narbonni - gradu u današnjoj južnoj Francuskoj. Obnovio ju je Lepid, a nakon bitke kod Filipa s Markom Antonijem je otišla na istok gdje je sudjelovala u njegovim pohodima protiv Parta.
Nakon Antonijevog poraza kod Akcija, Oktavijan je veterane legije naselio u Patrasu (Grčka), no legija se uskoro pobunila pa ju je za kaznu rasformirao, a potom ponovno organizirao, unovačivši pritom i vojnike iz nekolicine drugih, također rasformiranih legija.
Oktavijan August, prvi rimski car i pranećak Cezarov, pod svojim je zapovjedništvom imao šezdesetak legija, ali je njihov broj sveo na samo 28. Otad je legija poznata kao X. Gemina, a upućena je bila u Petavonium u Hispaniji gdje je sudjelovala u pokoravanju Cantabriana. U Hispaniji je ostala sedamdesetak godina, a potom je prebačena u Carnuntum u Panoniji. Vrativši se nakratko u Hispaniju, neko je vrijeme provela u Germaniji, a posljednji se put spominje u V. stoljeću u okolici Vindobone, odnosno današnjeg Beča.